# Vaccinium glaucophyllum
Vaccinium glaucophyllum är en ljungväxtart som beskrevs av Cheng Yih Wu och R.C. Fang. Vaccinium glaucophyllum ingår i Blåbärssläktet, och familjen ljungväxter. Inga underarter finns listade i Catalogue of Life.